# Ẽ
Ẽ (gemenform: ẽ) är den femte bokstaven i guaranís alfabet. Det står för en typ av nasalljud som uttalas som ett nasalerat E. Se även Ñ, Ã och Õ.